# Amherst (Virginia)
Amherst es una localidad situada en el estado de Virginia, en Estados Unidos. Es la sede del condado de Amherst. En el año 2000 tenía 2.251 habitantes en una superficie de 12.9 km², con una densidad poblacional de 174.3 personas por km².

## Geografía
Altavista se encuentra ubicada en las coordenadas 37°34′37″N 79°3′2″O / 37.57694, -79.05056. Según la Oficina del Censo, la ciudad tiene un área total de 12.9 km² (5.0 sq mi), de la toda es tierra.

## Demografía
Según la Oficina del Censo en 2000, los ingresos medios por hogar en la localidad eran de $33.000, y los ingresos medios por familia eran $44.181. Los hombres tenían unos ingresos medios de $35.714 frente a los $20.321 para las mujeres. La renta per cápita para la localidad era de $18.457. Alrededor del 13.3% de las familias y el 18.0% de la población estaban por debajo del umbral de pobreza.

## Personas célebres
- Black Herman, mago
- Jimmy Walker, jugador de baloncesto